# 北大遺跡保存庭園

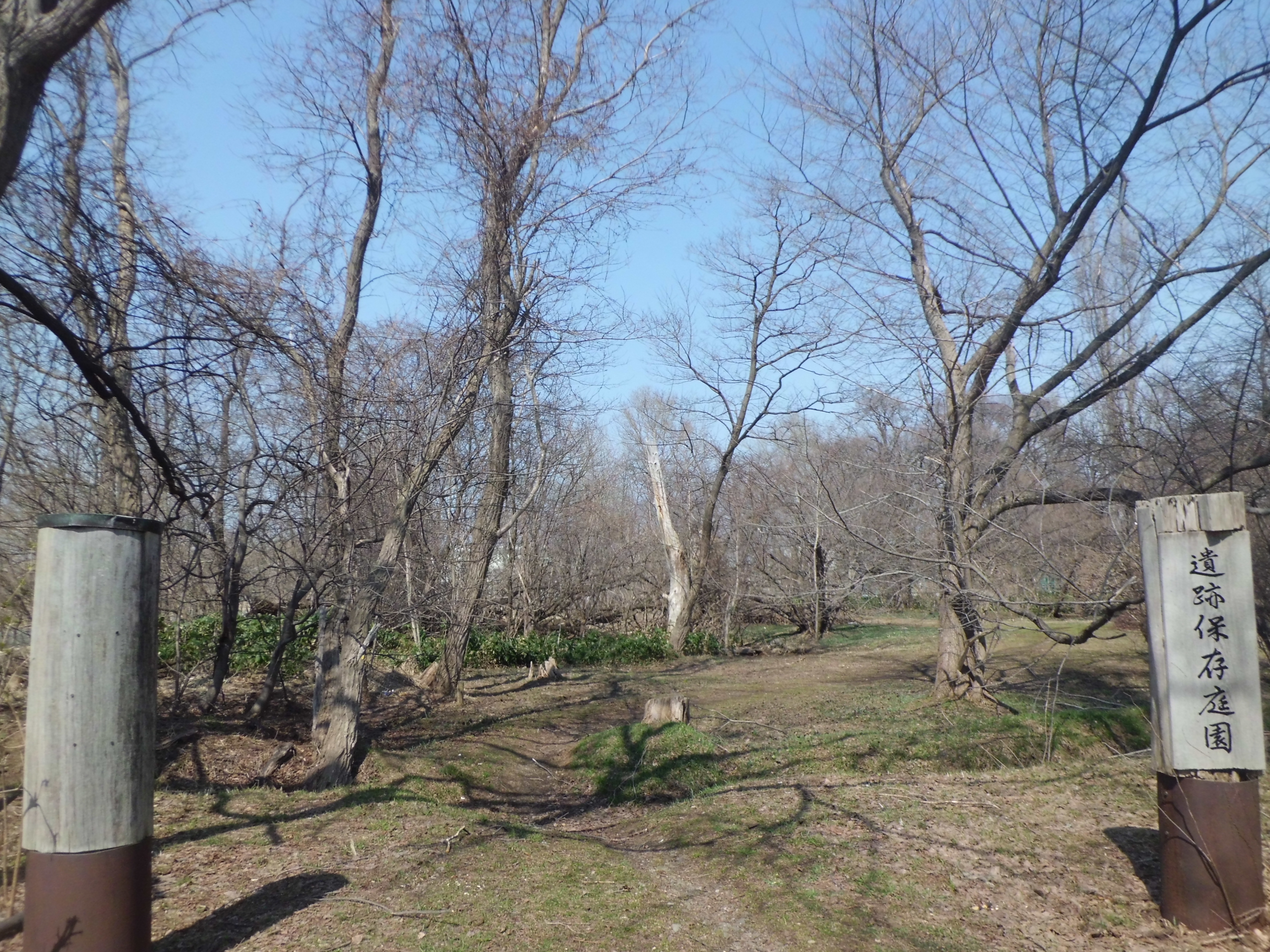
北大遺跡保存庭園

北大遺跡保存庭園（日语：／ hokudai iseki-hozon tēen */?）位于北海道大学札幌校区，特指保存遗址的地方。

## 概况
北海道大学札幌校区的广阔校园的大部分为K39遗址(北海道大学校园里的遗址)，校园到处分布着埋藏文化遗产。在这其中，遗址保存庭园被选定为札幌乡土文No.054的同时，也入选了北区（札幌）历史与文化八十八选 「（1文学与学问的的道路（铁西・幌北路线）」。
庭园只是作为保存遗址而存在，并不具备类似复原遗址等功能。仅仅能从凹凸不平的地面看出有居住过的痕迹。当夏季来临，杂草丛生之时更加难以辨别。
原本sakusyukotoni川的岸边存在着很多居住遗址，且在明治时期得到确认。但随着时间的推移遗址被渐渐掩埋。 庭园内约30个立式住居遗址还可以肉眼可见。这些遗址在1952年 (昭和 27年)进行了部分调查中被判明为古老的村落。在1980年 (昭和55年)进行的埋藏文化遗产的调查，被推定为从奈良时代到平安时代间存在的历史遗址。
在庭园的介绍板上，你看不到一点关于曾经在这里古代人及阿伊努相关的信息。在1991年阿伊努的有志人士在这里从重现了其民族特有的祭坛，并进行了先祖祭拜的仪式。虽然制作了关于这件事的说明的介绍板但后来遭到了不明破坏。对于这件事，小野有五有着不同的看法。他认为遗址存在于阿伊努文化之前已经存在的擦文化时代，曾经在这里的居住者并不是阿伊努民族的祖先。

## 位置
庭院位于校园内的棒球场的后，夹在曲棍球场和 环状通榆树隧道之间。你可以在在庭园与田径场之间看到sakusyukotoni河的涓涓细流。

## 交通
札幌市地铁的南北线 北18站 下车后，步行16分钟可到达

## 脚注
1. ↑  札幌市民憲章制定50周年記念誌 第2章 ランキング札幌 - PDF （页面存档备份，存于） p.18（7枚目）
2. ↑  .   [2017-11-03]. （原始内容存档于2018-12-24）.
3. 1 2  青木 2006.
4. 1 2  青木 2009，第120頁.
5. ↑  小野 2007，第115頁.
6. ↑  小野 2007，第118頁.